# Kaolakia
Kaolakia, monotipski rod jetrenjarki iz porodice Frullaniaceae. Jedina vrsta je K. borealis, fosil iz mezozoika, točnije iz srednje krede na Aljaski. I rod i vrsta opisane su 2011.